# Oco (Nawarra)
Oco – gmina w Hiszpanii, w Nawarze, o powierzchni 3,28 km². W 2011 roku gmina liczyła 71 mieszkańców.